# Wereldkampioenschap shorttrack 2010 (individueel)
Het Wereldkampioenschap shorttrack 2010 is een schaatswedstrijd die van 19 t/m 21 maart gehouden werd in Sofia (Bulgarije).
Er waren in het totaal tien wereldtitels te vergeven. Voor zowel de mannen als de vrouwen ging het om de 500 meter, de 1000 meter, de 1500 meter, het allroundklassement, en de aflossing. Het allroundklassement bij de mannen werd gewonnen door de Zuid-Koreaan Lee Ho-suk, bij de vrouwen won de Zuid Koreaanse Park Seung-hi de vierkamp.

## Medailles

### Mannen
| Onderdeel         | Goud | Goud                                              | Zilver | Zilver                                            | Brons | Brons                                                    |
| ----------------- | ---- | ------------------------------------------------- | ------ | ------------------------------------------------- | ----- | -------------------------------------------------------- |
| 500m              | CHN  | Liang Wenhao                                      | CAN    | François Hamelin                                  | CAN   | François-Louis Tremblay                                  |
| 1000m             | KOR  | Lee Ho-suk                                        | KOR    | Kwak Yoon-gy                                      | USA   | John Celski                                              |
| 1500m             | KOR  | Kwak Yoon-gy                                      | KOR    | Sung Si-bak                                       | KOR   | Lee Ho-suk                                               |
| 3000m superfinale | KOR  | Lee Ho-suk                                        | KOR    | Kwak Yoon-gy                                      | USA   | John Celski                                              |
| Klassement        | KOR  | Lee Ho-suk                                        | KOR    | Kwak Yoon-gy                                      | CHN   | Liang Wenhao                                             |
| Aflossing         | KOR  | Kwak Yoon-gy Lee Ho-suk Lee Jung-su Kim Seoung-il | USA    | Jordan Malone Travis Jayner Simon Cho John Celski | GER   | Robert Seifert Tyson Heung Sebastian Praus Paul Herrmann |

### Vrouwen
| Onderdeel         | Goud | Goud                                              | Zilver | Zilver                                                        | Brons | Brons                                                        |
| ----------------- | ---- | ------------------------------------------------- | ------ | ------------------------------------------------------------- | ----- | ------------------------------------------------------------ |
| 500m              | CHN  | Wang Meng                                         | CAN    | Kalyna Roberge                                                | CAN   | Marianne St-Gelais                                           |
| 1000m             | CHN  | Wang Meng                                         | KOR    | Cho Ha-ri                                                     | USA   | Katherine Reutter                                            |
| 1500m             | KOR  | Park Seung-hi                                     | KOR    | Lee Eun-byul                                                  | KOR   | Cho Ha-ri                                                    |
| 3000m superfinale | KOR  | Park Seung-hi                                     | KOR    | Cho Ha-ri                                                     | KOR   | Lee Eun-byul                                                 |
| Klassement        | KOR  | Park Seung-hi                                     | CHN    | Wang Meng                                                     | KOR   | Cho Ha-ri                                                    |
| Aflossing         | KOR  | Kim Min-jung Cho Ha-ri Park Seung-hi Lee Eun-byul | CAN    | Jessica Gregg Kalyna Roberge Tainia Vicent Marianne St-Gelais | USA   | Kimberly Derrick Lana Gehring Katherine Reutter Alyson Dudek |

### Medailleklassement
| Plaats | Land             | Goud | Zilver | Brons | Totaal |
| 1      | Zuid-Korea       | 7    | 5      | 3     | 15     |
| 2      | China            | 3    | 1      | 1     | 5      |
| 3      | Canada           | 0    | 3      | 2     | 5      |
| 4      | Verenigde Staten | 0    | 1      | 3     | 4      |
| 5      | Duitsland        | 0    | 0      | 1     | 1      |
| Totaal | Totaal           | 10   | 10     | 10    | 30     |

## Eindklassementen

### Mannen
| #      | Schaatser               | Land             | Punten |
| ------ | ----------------------- | ---------------- | ------ |
| Goud   | Lee Ho-suk              | Zuid-Korea       | 86     |
| Zilver | Kwak Yoon-gy            | Zuid-Korea       | 76     |
| Brons  | Liang Wenhao            | China            | 47     |
| 4      | John Robert Celski      | Verenigde Staten | 39     |
| 5      | François Hamelin        | Canada           | 24     |
| 6      | Sung Si-bak             | Zuid-Korea       | 21     |
| 7      | Charles Hamelin         | Canada           | 16     |
| 8      | François-Louis Tremblay | Canada           | 15     |
| 9      | Thibaut Fauconnet       | Frankrijk        | 5      |
| 10     | Haralds Silovs          | Letland          | 3      |

### Vrouwen
| #      | Schaatser          | Land                | Punten |
| ------ | ------------------ | ------------------- | ------ |
| Goud   | Park Seung-hi      | Zuid-Korea          | 73     |
| Zilver | Wang Meng          | China               | 68     |
| Brons  | Cho Ha-ri          | Zuid-Korea          | 55     |
| 4      | Lee Eun-byul       | Zuid-Korea          | 34     |
| 5      | Kalyna Roberge     | Canada              | 31     |
| 6      | Katherine Reutter  | Verenigde Staten    | 29     |
| 7      | Marianne St-Gelais | Canada              | 15     |
| 8      | Elise Christie     | Verenigd Koninkrijk | 11     |
| 9      | Jessica Gregg      | Canada              | 9      |
| 10     | Jorien ter Mors    | Nederland           | 3      |